# エドゥアルト・フォン・リヒノフスキー
エドゥアルト・ヨハン・マリア・バプティスト・フォン・リヒノフスキー（Eduard Johann Maria Baptist Fürst von Lichnowsky, 1789年9月19日 - 1845年1月1日）は、オーストリアの貴族、著作家、歴史家。侯爵（フュルスト）。

## 生涯
モラヴィア・シレジアの大地主カール・アロイス・フォン・リヒノフスキー侯爵と、その妻のクリスティアーネ・フォン・トゥーン伯爵夫人（Christiane Gräfin von Thun）の間の長男として生まれ、ゲッティンゲンとライプツィヒで学業を修めた。1813年にエレオノーレ・フォン・ツィヒ伯爵夫人（Eleonore Gräfin von Zichy）と結婚し、間に長男フェリックス（1814年 - 1848年）、次男カール（1819年 - 1901年）など、3男4女の7人の子女をもうけた。1814年、父の死に伴って侯爵家の家督を継いだ。所領の経営では、合理的な羊の飼育法を採用した。
リヒノフスキーは大衆娯楽作品も学術書もこなす多彩な著作家であった。1817年には『オーストリア帝国における中世の建築学と建築家たちの遺産（Denkmale der Baukunst und Bildnerei des Mittelalters in dem österreichischen Kaiserthum）』というシリーズ本を出版した。これは著名な建築家の生涯を挿絵入りで紹介した本だった。このシリーズの刊行は1824年の第4巻発表以後、一切出されなかった。リヒノフスキーはむしろフェリシテ・ド・ラムネーの著作のドイツ語翻訳者・紹介者として熱心に活動したが、自身が翻訳したのは1冊のみである。1821年には、『ローデリッヒ（Roderich）』と題した悲劇を発表した。
リヒノフスキーが著した最も重要な著作は『ハプスブルク家の歴史（Geschichte des Hauses Habsburg）』のシリーズである。この代表作はオーストリア帝国宰相クレメンス・フォン・メッテルニヒ侯爵の勧めで執筆された。1836年から1844年まで、このシリーズは8巻が刊行された。この8巻は、1218年から1493年まで、ルドルフ1世からフリードリヒ3世までのハプスブルク家の諸時代を扱っている。この著作は発表当時から批評家たちの激しい批判に晒された。現代において同書は歴史書としては時代遅れとなったが、その詳細な史料補遺や文書目録は重要な参考資料と見なされている。もっとも、これら重要と見なされる部分の大半を執筆したのは、共同執筆者のエルンスト・フォン・ビルク（Ernst von Birk, 1810年 - 1891年）である。
晩年は健康を損ねてローマで長く療養した後、1845年にミュンヘンで没した。

## 著作
- Geschichte des Hauses Habsburg. Bd.1 Wien, 1836 Digitalisat
- Geschichte des Hauses Habsburg. Bd.2 Wien, 1837 Digitalisat
- Geschichte des Hauses Habsburg. Bd.7 Wien, 1843 Digitalisat